# Viby, Mjölby kommun
Viby är kyrkbyn i Viby socken, Mjölby kommun, Östergötlands län. Orten ligger strax ost om Mantorp. Från 2015 avgränsar SCB här en småort.
I byn ligger Viby kyrka.